# Balsamorhiza macrophylla
El bálsamo de hoja cortada (Balsamorhiza macrophylla) es una especie de planta fanerógama perteneciente a la familia Asteraceae.

## Taxonomía
Balsamorhiza macrophylla fue descrita por Thomas Nuttall y publicada en Transactions of the American Philosophical Society, new series 7: 350, en 1840.

#### Etimología
Véase: Balsamorhiza
macrophylla: epíteto latino que significa "con hojas grandes".